# Oxira mediorotundata
Oxira mediorotundata är en fjärilsart som beskrevs av Boldt 1939. Oxira mediorotundata ingår i släktet Oxira och familjen nattflyn. Inga underarter finns listade i Catalogue of Life.